# 松本真一 (放送作家)
松本 真一（まつもと しんいち、1972年8月15日 - ）は、日本の放送作家。バラエティ番組を中心に活動している。大阪府東大阪市出身。趣味は漫画『ONE PIECE』を読むこと。

## 略歴
- 1991年、NSC大阪校入学（10期生）。椅子テレビというコンビで活動していたが解散、同期にネタをあげる事もしばしばあったという。
- 1993年、大阪の吉本2丁目劇場に入り、劇場ライブ構成・テレビ番組の放送作家としてデビュー。千原兄弟の座付き作家でもあった。
- 1996年、劇場ライブ構成から離れる。
- 1999年、上京。現在も全国のテレビ番組等の構成作家として活動している。
- 2005年、映画『日常』の脚本を手掛ける。

## 担当番組

### 現在担当している番組
- あらびき団
- 着信御礼!ケータイ大喜利
- キングオブコント
- アッパレやってまーす!火曜日（ラジオ）
- オレたちゴチャ・まぜっ!（ラジオ）
- オレたちゴチャ・まぜっ!〜集まれヤンヤン〜（ラジオ）
  - まだまだゴチャ・まぜっ!〜集まれヤンヤン〜（ラジオ）
- 千原ジュニアの映画製作委員会
- IPPONグランプリ
- そうだったのか!池上彰の学べるニュース
- 333 トリオさん
- パワー☆プリン

### 過去に担当した番組
- 堂本剛の正直しんどい
- オレたちやってま〜す木曜日・土曜日（ラジオ）
- 雨上がり決死隊べしゃりブリンッ!（ラジオ）
- ゴチャ・まぜっ!火曜日（ラジオ）
- パックンたまご（ラジオ）
- アイチテル!
- サルヂエ
- 笑いの金メダル
- GIRLS A GOGO!
- いただきマッスル!
- ココリコミリオン家族
- アスリート応援TV! ニッポン!チャ×3
- 芸能人格付けチェックスペシャル
- ロンブー龍
- 暴ロンブー
- 赤ちゃん金ちゃんしゃべる部屋
- 弾丸!ヒーローズ
- ロンロバ!シリーズ
  - 『ロンロバ!ハイティーンブギ!』→『ロンロバ!全力投球!』→『ロンロバ!金メダル!』
- それゆけ!ゴロッキーズ
- 芸能人口コミの店 えぇ処
- セクシー女塾
- 魔女っ娘。梨華ちゃんのマジカル美勇伝
- オオカミ少年
- ハナタカ天狗
- ゲンセキ → 10カラット → スイッチ!
- 吉本超合金
- 芸能人口コミの店 えぇ処
- Matthew's Best Hit TV+
- すんげー!Best10
- オビラジR
- ジャック10
- イチハチ
- リンカーン
- ざっくりハイボール → ざっくりハイタッチ